# 布莱克·蒂尔尼
布莱克·蒂尔尼（英語：Blake Tierney，2002年1月10日—），加拿大男子游泳运动员，2023年泛美运动会混合4×100米混合泳接力银牌得主、男子100米仰泳、男子4×100米自由泳接力、男子4×200米自由泳接力和男子4×100米混合泳接力铜牌得主、2024年世界短池锦标赛混合4×100米混合泳接力铜牌。